# The Five-Year Engagement
The Five-Year Engagement (Nederlands: De Vijfjarige Verloving) is een Amerikaanse romantische komedie uit 2012 van regisseur Nicholas Stoller met Jason Segel en Emily Blunt in de hoofdrollen. De film verscheen op 27 april 2012 in de Amerikaanse en Canadese bioscopen. Emily Blunt werd voor haar rol genomineerd voor een People's Choice Award als beste komische actrice.

## Verhaal
Een jaar nadat ze elkaar ontmoetten vraagt Tom Violet ten huwelijk. Kort nadien krijgt Violet een droomjob van tijdelijke aard aangeboden en dus verhuist het stel van San Francisco naar Michigan, en stellen ze het huwelijk twee jaar uit. Ter plaatse kan Tom slechts een baantje ver onder zijn kwalificaties krijgen en hij is er niet gelukkig, al zegt hij daar niets van; ook niet als haar baan met enkele jaren wordt verlengd.
Violet kan het goed vinden met haar baas en op een receptie kussen de twee kortstondig. Als ze dit opbiecht aan Tom gaat die een avond op de dool. Hij komt een collega tegen die hem wel ziet zitten, maar hij bedenkt zich op tijd. Hij ontwaakt de volgende ochtend in de sneeuw en belandt met bevriezingsverschijnselen in het ziekenhuis, waar een teen wordt afgezet. Als Violet hem komt bezoeken besluiten ze hun verloving te verbreken.
Tom keert terug naar San Francisco en heeft enige tijd later een relatie met de veel jongere Audrey, terwijl Violet gaat samenwonen met haar baas. Ze krijgt een vaste baan aangeboden, maar als ze ontdekt dat ze die dankzij de relatie kreeg maakt ze het uit. Ook Tom is ontevreden en maakt het uit. Als hij hoort dat Violets grootmoeder is gestorven gaat hij haar opzoeken. Hij vraagt haar haar laatste verlofweken bij hem in San Francisco door te brengen. Ze vinden elkaar weer en Violet vraagt Tom tem huwelijk. Ze dirigeert hem naar een park waar alles al is geregeld en de ceremonie meteen kan plaastsvinden.

## Rolverdeling
- Jason Segel als Tom Solomon, chef-kok en verloofd met Violet.
- Emily Blunt als Violet Barnes, graduaat psychologie en verloofd met Tom.
- Chris Pratt als Alex Eilhauer, Toms vriend en collega.
- Alison Brie als Suzie Barnes-Eilhauer, Alex's vrouw en Violets zus.
- Rhys Ifans als Winton Childs, Violets professor en later vriend.
- Dakota Johnson als Audrey, Toms collega en latere vriendin in San Francisco.
- Brian Posehn als Tarquin, Toms collega in Michigan.
- Mindy Kaling als Vaneetha, Violets collega.
- Randall Park als Ming, Violets collega.
- Kevin Hart als Doug, Violets collega.